# LC Zürich
Der Leichtathletik-Club Zürich (abgekürzt LCZ) ist der grösste Leichtathletikverein der Stadt Zürich.
1922 gründeten 26 Mitglieder des FC Zürich die FCZ-Leichtathletik-Sektion. Ein Jahr später schlossen sich 61 Mitglieder des TV Alte Sektion Zürich (ASZ) an. Am 25. Mai 1934 stimmten die Delegierten an einer ausserordentlichen Generalversammlung des FCZ, dass sich die Leichtathletik, das Rudern und Schwimmen vom FCZ loslösten. Die Leichtathleten nannten sich fortan LC Zürich.
2004 zählte der LCZ 871 Mitglieder. Mit 147 lizenzierten Athleten steht der LCZ an erster Stelle der Schweizer Leichtathletikvereine.

## Feldhandball
Der LC Zürich spielte von 1956 bis 1962 und 1965 in der Nationalliga A im Feldhandball.
Sie wurden zu dem dreimal Meister in der Nationalliga B: 1955, 1964, 1971
Im Grossfeld-Cup wurden sie in der Saison 1958 Zweiter.

## Bekannte Mitglieder
- Reto Diezi, (Sprinter), ehemaliger Schweizer Rekordhalter 100-Meter-Lauf und 50-Meter-Lauf
- Julie Baumann, (100-Meter-Hürdenläuferin), Hallen-Leichtathletik-Weltmeisterin 1993
- Felix Böhni, (Stabhochspringer), Schweizer Rekordhalter
- Pierre Délèze, (Mittel- und Langstreckenläufer), Schweizer Rekordhalter 1500-Meter-Lauf
- Dave Dollé, (Sprinter), ehemaliger Schweizer Rekordhalter 100-Meter-Lauf
- Kariem Hussein, 400-Meter-Hürdenläufer, Europameister 2014
- Eduard Klöti, (Handballer), verhalf dem LCZ 1955 den aufstieg in die Nationalliga A (Feldhandball)
- Marcel Schelbert, (400-Meter-Hürdenläufer), Bronzemedaillengewinner Leichtathletik-Weltmeisterschaften 1999 und Schweizer Rekordhalter